# Linyola (kommun)
Linyola är en kommun i Spanien.   Den ligger i provinsen Província de Lleida och regionen Katalonien, i den östra delen av landet, 400 km öster om huvudstaden Madrid. Antalet invånare är 2 661. Arean är 28,7 kvadratkilometer. Linyola gränsar till Bellcaire d'Urgell, Penelles, Ivars d'Urgell, Vila-sana, El Poal, Bellvís och Vallfogona de Balaguer. 
Terrängen i Linyola är platt.